# Haapu
Haapu es una comuna asociada de la comuna francesa de Huahine  que está situada en la subdivisión de Islas de Sotavento, de la colectividad de ultramar de Polinesia Francesa.

## Composición
La comuna asociada de Haapu comprende una fracción de la isla de Huahine.

## Demografía
| Gráfica de evolución demográfica de Haapu entre 1977 y 2012 |
|                                                             |

Fuente: Insee